# Rhinoppia lamellata
Rhinoppia lamellata är en kvalsterart som först beskrevs av Golosova och Karppinen 1985.  Rhinoppia lamellata ingår i släktet Rhinoppia och familjen Oppiidae. Inga underarter finns listade i Catalogue of Life.